# Piermario Morosini
Piermario Morosini (* 5. Juli 1986 in Bergamo; † 14. April 2012 in Pescara) war ein italienischer Fußballspieler.

## Karriere

### Vereine
Morosini startete seine Karriere in der Jugend von Polisportiva Monterosso und wechselte anschließend in das Primavera-Team von Atalanta Bergamo, mit dem er in zehn Jahren eine Meisterschaft im Jugendbereich gewinnen konnte. Im Sommer 2004 verließ er Atalanta Bergamo und wechselte in die Serie A zu Udinese Calcio, wo er im Alter von 19 Jahren seine erste Profi-Saison spielte. Morosini gab unter Serse Cosmi in der Saison 2005/06 am 23. Oktober 2005 gegen Inter Mailand sein Debüt in der Serie A und kam bis zum Saisonende auf fünf Ligaspiele für Udine. Zu Beginn der Saison 2006/07 verließ er Udinese und wechselte auf Leihbasis zu Bologna in die Serie B, wo er im Laufe der Saison zu 16 Saisoneinsätzen kam. Im Juli 2007 und seiner Rückkehr zu Udinese wurde er erneut verliehen und ging zu Vicenza Calcio, wo er mit seinen 34 Spielen einen gehörigen Anteil an dem Klassenerhalt von Vicenza in der Serie B hatte. In der Saison 2008/09, seinem zweiten Jahr auf Leihbasis, spielte er in 32 Spielen für Vicenza, bevor er im Juni 2009 zu Udine zurückkehrte.
Am 31. August 2009 wurde Morosini abermals verliehen, diesmal zu Reggina Calcio, wo er in 17 Serie-B-Spielen auflief. Im Dezember 2009 kehrte er zu Udinese Calcio zurück und wechselte am 1. Februar 2010 auf Leihbasis zu Calcio Padova, wo er die Saison 2009/10 zu Ende spielte. Nachdem Morosini in 13 Spielen für Padova zum Einsatz gekommen war, kehrte er zu Udine zurück. Er kam jedoch verletzungsbedingt in der ersten Hälfte der Saison 2010/11 zu keinem Einsatz und wechselte im Januar 2011 als Leihe zu Vicenza Calcio. Er kam für Vicenza auf 15 Spiele und wurde mit dem Team Zwölfter der Serie B. Im Sommer 2011 kehrte Morosini zurück und spielte bis zur Winterpause für Udinese Calcio in der Serie A. Am letzten Tag der Wintertransferperiode, dem 31. Januar 2012, wechselte er auf Leihbasis zur AS Livorno, wo er bis zu seinem Tod im April 2012 zu acht Einsätzen kam.

### International
Morosini gehörte ab 2001 regelmäßig zum Aufgebot italienischer Juniorenauswahlen; 2003 nahm er mit der U-17 an der U-17-Europameisterschaft in Portugal teil. Für die italienische U-21-Auswahl bestritt er von 2006 bis 2009 insgesamt 18 Länderspiele und gehörte bei der U-21-Europameisterschaft 2009 in Schweden zum Aufgebot.

## Privatleben
Nachdem 2001 seine Mutter und 2003 sein Vater verstorben waren, pflegte Morosini ab 2003 seine behinderte Schwester und einen behinderten Bruder, der jedoch kurze Zeit nach dem Tod der Eltern Selbstmord beging. Nach dem Tod von Morosini übernahm sein Verein Udinese Calcio zusammen mit den ehemaligen Vereinen Morosinis die Kosten für die Heimunterbringung seiner behinderten Schwester. Der Udinese-Kapitän Antonio Di Natale übernahm zudem die Vormundschaft der Schwester seines Freundes.

## Todesumstände
Am 14. April 2012 erlitt Morosini während des Spieles seines Vereins AS Livorno gegen Delfino Pescara 1936 einen Kreislaufstillstand. Er starb trotz Wiederbelebungsbemühungen kurze Zeit später im Krankenhaus. Nach der Obduktion wurde alternativ ein genetisch bedingter Herzdefekt oder eine Herzmuskelentzündung (Myokarditis) angenommen. Ein zunächst vermuteter Herzinfarkt konnte ausgeschlossen werden.
Als Folge von Morosinis Tod sagte der italienische Fußballverband FIGC die Spiele der Serie A und der Serie B für das Wochenende des 14. und 15. April 2012 ab. Das Nationale Olympische Komitee Italiens (CONI) ordnete für alle Sportveranstaltungen am Wochenende eine Schweigeminute an. Auch in anderen Ländern begannen Morosini zu Ehre die Spiele mit einer Schweigeminute, u. a. im Primera-División-Spiel zwischen Real Madrid und Sporting Gijón.